# Йозеф Фердинанд Баварски
Йозеф Фердинанд Леополд Баварски (на немски: Joseph Ferdinand Leopold Anton Franz Kajetan Simon Thaddäus Ignaz Joachim Gabriel von Bayern; * 28 октомври 1692, Виена; † 6 февруари 1699, Брюксел) от династията Вителсбахи, е курпринц на Курфюрство Бавария. Йозеф Фердинанд Леополд е определен през 1698 г. от испанския крал Карлос II за негов универсален наследник, но той умира неочаквано на шест години през 1699 г., което води до Испанската наследствена война (1701 – 1714).

## Живот
Йозеф Фердинанд е най-големият син на курфюрст Максимилиан II Емануел († 1726) и първата му съпруга ерцхерцогиня Мария Антония Австрийска († 1692), дъщеря на император Леополд I (Хабсбурги) и неговата съпруга, инфанта Маргарита-Тереза Испанска. Йозеф Фердинанд така е правнук по майчина линия на испанския крал Филип IV (1605 – 1665).
Йозеф Фердинанд се ражда във Виена, понеже майка му се е върнала обратно в двора на нейния баща, след като нейният съпруг през пролетта на 1692 г. се преселва в Брюксел и я оставя бременна в Мюнхен. Тя умира два месеца след неговото раждане. През следващата пролет принцът е заведен в Мюнхен с конвой на носилка. Той е възпитаван от комтеса дьо ла Перуса, има още като малко дете свой дворцов двор и получава частни уроци по музика, театър, яздене, фехтовка и дворцово държание. Когато курфюрстът отсъства, той има най-висшия ранг на мюнхенския двор.
Когато Йозеф Фердинанд Леополд е определен през 1698 г. за наследник на испанския трон, баща му го взема при себе си в Брюксел, за да го подготвя. Това не се харесва на баварците. На 14 ноември испанският крал го определя за свой универсален наследник и в завещанието си и веднага започва подготовката на Йозеф Фердинанд за местене в Мадрид. Още като малък той боледува често от зъби, корем и главоболие. На 15 януари 1699 г. той не се чувства добре. Положението му се влошава и след тежки седмици на боледуване умира през нощта към 6 февруари 1699 г. След това се появяват слухове (до 20 век), че е отровен. Баща му затова влиза от август 1702 г. във войната на страната на Франция.
Йозеф Фердинанд е погребан в катедралата „Св. Михаил и Св. Гудула“ в Брюксел.